# Lörrach
Lörrach (prononcé : /ˈlœ.ʁax/) est une ville du sud-ouest du Bade-Wurtemberg en Allemagne. C'est la principale ville du district du même nom. Elle est située à proximité de la Forêt-Noire, du Rhin ainsi que des villes de Weil am Rhein et de Bâle.
Lörrach se trouve à 5 km du District des trois frontières (aussi appelé Regio TriRhena), composé de villes allemandes, françaises et suisses.
Avec la disparition des frontières grâce à l'Union européenne et à l'accord bilatéral entre la Suisse et l'UE, la ville frontalière profite d'être au carrefour des liaisons de transport Est-Ouest et Nord-Sud et est ainsi le centre du sud de la Forêt-Noire.

## Histoire
| Appartenances historiques Seigneurie de Rothelin 1103-1315 Margraviat de Hachberg-Sausenberg 1315-1503 Margraviat de Bade 1503-1535 Margraviat de Bade-Durlach 1535-1771 Margraviat de Bade 1771-1803 Électorat de Bade 1803–1806 Grand-duché de Bade 1806–1871 Empire allemand 1871-1918 République de Weimar 1918–1933 Reich allemand 1933–1945 Allemagne occupée 1945–1949 Allemagne de l'Ouest 1949–1990 Allemagne 1990-présent |

Lörrach est mentionnée pour la première fois en 1102, comme localité portant le nom de Lorracho.
En 1403, le roi Robert Ier a donné au village le droit de tenir marché, ce qui a été confirmé en 1452 par l'empereur Frédéric III.
En 1678, des Français ont brûlé le château de Rötteln qui surplombe la ville. La commune a reçu le droit de ville en 1682, de Friedrich Magnus de Bade-Durlach. Ce droit-là a été renouvelé en 1756, ce qui a permis à la ville de recevoir une nouvelle mairie.
En 1702, une bataille a eu lieu près du Käferholz (Bataille de Friedlingen).
De 1783 à 1791, le poète alémanique Johann Peter Hebel travailla comme professeur au pédagogium.
C'est à l'église de Lörrach que le dimanche 27 décembre 1795, Madame Royale fille de Louis XVI, assista pour la première fois à la messe depuis sa libération de la prison du Temple, le dernier office auquel elle avait assisté avait été célébré le 5 août 1792 à la chapelle des Tuileries.
À partir de l'année 1808, beaucoup de bâtiments néoclassiques ont été construits, par exemple la synagogue, l'église de la ville et l'église Saint-Fridolin. Après qu'en 1835, le pays de Bade eut rejoint le Zollverein, Gustav Struve a proclamé la république allemande à Lörrach en 1848.
À partir de 1862, Lörrach fut relié à Bâle et Schopfheim par une ligne de chemin de fer. La ligne entre Weil am Rhein et Bad Säckingen passant par Lörrach a été mise en service en 1890.
Depuis 1863, Lörrach est le chef-lieu de l'arrondissement de Lörrach. La première université populaire, portant le nom de Johann Peter Hebel, est fréquentée depuis 1871.
En 1882, la fabrique de chocolat de Suchard s'est installée à Lörrach.

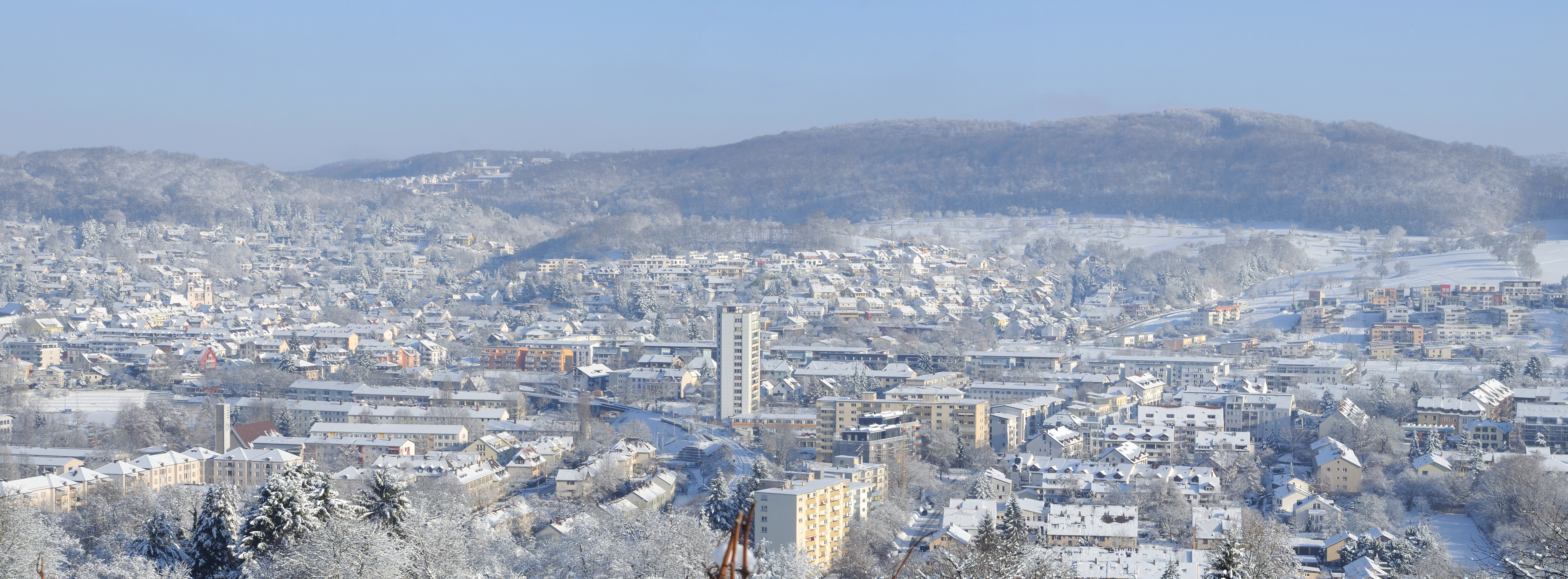
Lörrach-Stetten en hiver.

En 1908, la commune de Stetten, aujourd'hui un quartier de Lörrach, a été rattachée à la ville. Tüllingen et Tumringen ont suivi en 1935, Haagen en 1974 ainsi que Brombach et Hauingen en 1975.
En 1919, un tram a été mis en service, circulant entre Lörrach et Bâle. Il est resté en service jusqu'en 1967.
Visuellement et politiquement, Lörrach est collée à la Suisse et à la commune bâloise de Riehen au sein de l'agglomération trinationale.

## Jumelage
- Sens (France) depuis 1966
- Senigallia (Italie) depuis 1986
- Meerane (Allemagne) depuis 1990
- Chester (Royaume-Uni) depuis 2002

## Personnages célèbres
À Lörrach sont nés :
- Gustave Hugo (1764-1844), historien du droit ;
- Hermann Daur (1870-1925), peintre ;
- Hans Silvester (1938), photographe professionnel et militant écologiste ;
- Ottmar Hitzfeld (1949), ex-joueur et entraîneur de football, ancien entraîneur de l'équipe suisse ;
- Claudius Armbruster (1952), romaniste ;
- Hartmut Rosa (1965), sociologue et philosophe ;
- Sebastian Deisler (1980), ancien footballeur.

Et sont décédés :
- Serge Tchekhonine (1878-1936), artiste russe ;
- Alfred Richter (-1940), cycliste allemand.